# Iván Balliu
Iván Balliu Campeny (Girona, 1 januari 1992) is een Spaans voetballer van Albanese afkomst die bij voorkeur als verdediger speelt. Hij tekende in 2021 een contract bij Rayo Vallecano, dat hem overnam van Almería.

## Clubcarrière
Balliu verruilde in 2005 de jeugd van Girona FC voor de jeugdopleiding van FC Barcelona, waar hij begon bij de Infantil-teams. Hij speelde in deze periode als verdedigende middenvelder, maar werd later verdediger. Ballui won in het seizoen 2010/2011 met de Juvenil A (het hoogste jeugdelftal van FC Barcelona) de triplet (regionale kampioenschap, Copa de Campeones en Copa del Rey Juvenil). Hij debuteerde op 15 mei 2011 in het betaald voetbal bij FC Barcelona B, waarmee hij die dag speelde tegen UD Las Palmas.
Balliu verliet in 2013 het tweede team van Barcelona om te gaan spelen voor het eerste elftal van FC Arouca. Daarvoor speelde hij de volgende twee seizoenen bijna zestig competitiewedstrijden in de Primeira Liga, waarin hij zich met een twaalfde en zestiende plaats twee keer wist te behouden met de club.
Balliu tekende in juli 2015 een contract tot medio 2017 bij FC Metz, dat in het voorgaande seizoen degradeerde uit de Ligue 1.
In 2019 keerde hij terug naar Spanje, waar hij bij Almería ging spelen. In 2021 verkaste Balliu naar Rayo Vallecano.

## Interlandcarrière
Balliu speelde een aantal wedstrijden voor verschillende Spaanse jeugdelftallen. Omdat Balliu van Albanese afkomst is, mag hij voor dat land uitkomen. In 2017 maakte hij zijn debuut voor Albanië. Hij maakte onderdeel uit van de definitieve selectie van Albanië op het EK 2024.

## Clubstatistieken
| Seizoen | Club           | Competitie         | Wed. | Goals |
| ------- | -------------- | ------------------ | ---- | ----- |
| 2010/11 | FC Barcelona B | Segunda División A | 2    | 0     |
| 2011/12 | FC Barcelona B | Segunda División A | 21   | 0     |
| 2012/13 | FC Barcelona B | Segunda División A | 31   | 0     |
| 2013/14 | FC Arouca      | Primeira Liga      | 26   | 0     |
| 2014/15 | FC Arouca      | Primeira Liga      | 32   | 0     |
| 2015/16 | FC Metz        | Ligue 2            | 24   | 1     |
| 2016/17 | FC Metz        | Ligue 1            | 27   | 0     |
| 2017/18 | FC Metz        | Ligue 1            | 25   | 0     |
| 2018/19 | FC Metz        | Ligue 2            | 28   | 0     |
| 2019/20 | UD Almería     | Segunda División A | 30   | 1     |
| 2020/21 | UD Almería     | Segunda División A | 32   | 0     |
| 2021/22 | Rayo Vallecano | Primera División   | 2    | 0     |

Bijgewerkt 27 september 2022
1 Cárdenas ·
2 Rațiu ·
3 Chavarría ·
4 Díaz ·
5 Aridane ·
6 Ciss ·
7 Isi ·
8 Trejo  ·
9 De Tomás ·
10 James ·
11 Nteka ·
12 Guardiola ·
13 Batalla ·
14 Camello ·
15 Gumbau ·
16 Mumin ·
17 U. López ·
18 Á. García ·
19 de Frutos ·
20 Balliu ·
21 Embarba ·
22 Espino ·
23 Valentín ·
24 Lejeune ·
25 Montiel ·
27 Pelayo ·
29 Méndez ·
Coach: Pérez
· Assistent-coach: Adrián